# Jefferson Cáceres
Jefferson Justo Cáceres Chávez (ur. 22 sierpnia 2002 w Limie) – peruwiański piłkarz występujący na pozycji napastnika lub ofensywnego pomocnika, od 2025 roku zawodnik szkockiego Dunfermline Athletic.